# Liste de ponts du Pas-de-Calais

## Ponts de longueur supérieure à 100 m
Les ouvrages de longueur totale supérieure à 100 m du département du Pas-de-Calais sont classés ci-après par gestionnaires de voies.

### Autoroute
- Viaduc d'Echinghen 1 301 m
- Viaduc de Quéhen 474 m
- Viaduc d'Herquelingue 260 m

### Routes départementales
- Viaduc de Divion 300 m
- Pont d'Étaples 163,50 m

## Ponts de longueur comprise entre 50 m et 100 m
Les ouvrages de longueur totale comprise entre 50 et 100 m du département du Pas-de-Calais sont classés ci-après par gestionnaires de voies.

## Ponts présentant un intérêt architectural ou historique
Les ponts du Pas-de-Calais inscrits à l’inventaire national des monuments historiques sont recensés ci-après.
- Pont de l'Entente Cordiale - Boulogne-sur-Mer - XIXe siècle ; XXe siècle
- Pont de service Marguet - Boulogne-sur-Mer - XIXe siècle ; XXe siècle
- Pont Jean-Jacques Rousseau - Boulogne-sur-Mer - XXe siècle
- Pont n° 1 de la ligne Paris-Calais - Boulogne-sur-Mer - XIXe siècle
- Pont n° 4 de la ligne Paris-Calais, dit Pont biais - Boulogne-sur-Mer - XXe siècle
- Pont n°2 de la ligne Paris-Calais - Boulogne-sur-Mer - XIXe siècle
- Pont n°3 de la ligne Paris-Calais - Boulogne-sur-Mer - XIXe siècle ; XXe siècle
- Pont en pierre sur la Liane - Boulogne-sur-Mer -  XIXe siècle
- Pont. - Pittefaux - XVIe siècle
- Viaduc de la ligne de chemin de fer Paris-Calais - Wimereux - XIXe siècle